# Концерт для фортепиано с оркестром № 2 (Барток)
Концерт для фортепиано с оркестром № 2 соль мажор, Sz. 95, BB 101 ― композиция Белы Бартока, написанная им в период с 1930 по 1931 год. Типичное время исполнения произведения составляет от 25 до 30 минут.

## Музыка
Подходя к написанию пьесы, Барток хотел, чтобы она была не такой трудной для оркестра, как концерт № 1. Тем не менее, упростив оркестровую партию, композитор сделал концерт № 2 очень сложным для пианиста. Андраш Шифф сказал: «Это произведение ломает пальцы. [Это], вероятно, самая трудная пьеса, которую я когда-либо играл, и обычно моя клавиатура [при исполнении] покрыта кровью». Стивен Ковачевич также заявил, что для него это было самое технически сложное произведение, и что он практически парализовал руки во время репетиций.

## Премьера пьесы
Премьера концерта состоялась 23 января 1933 года во Франкфурте-на-Майне под управлением Ханса Росбауда (солировал Барток). Это было последнее выступление композитора в Германии, которая впоследствии стала нацистской. Первое исполнение произведения в Венгрии прошло в 1933 году под управлением Отто Клемперера. По просьбе Бартока партию фортепиано сыграл Луис (Лайош) Кентнер.
Композитор также исполнил эту работу на Променадных концертах в Лондоне под руководством Генри Вуда 7 января 1936 года, по инициативе музыкального продюсера BBC Эдварда Кларка. Американская премьера концерта состоялась в Чикаго 2 марта 1939 года под управлением Фредерика Стока. Во Франции произведение впервые исполнила в 1945 году Ивонна Лорио, которая выучила этот концерт за восемь дней.

## Структура
Композиция состоит из трёх частей:
1. Allegro
2. Adagio — Presto — Adagio
3. Allegro molto — Più allegro (свободные вариации)

В первой части ощущается влияние балетов Игоря Стравинского «Петрушка» и «Жар-птица», что проявляется в увеличении роли духовых инструментов и в быстрой и отрывочной партии фортепиано.

## Исполнительский состав
Концерт написан для фортепиано и оркестра, состоящего из 2 флейт (+ пикколо), 2 гобоев, 2 кларнетов in Bb, 2 фаготов (+ контрафагот), 4 валторн in F, 3 труб in C, 3 тромбонов, тубы, литавр, малого барабана, большого барабана, треугольника, тарелок и струнных.